# 游击队电影
游击队电影（塞尔维亚-克罗地亚语：Partizanski film），又称塞尔维亚酥皮点心西部片（英语：Gibanica Western）是战争片的一个子类型，由南斯拉夫联邦人民共和国／社会主义联邦共和国在20世纪60、70与80年代制作。游击队电影的主要特征是它们被设置在第二次世界大战期间的南斯拉夫并且游击队员们是主角，而对手则是轴心国军队及其合作者们。

## 定义与范围
关于这一类型的确切定义，即使在电影评论家们之中，也意见不一。游击队电影通常仅仅等同于平民主义电影。这是这一类型的娱乐向的分支。其特点是史诗般的眼界、群戏、昂贵的制作，以及情感上很剧烈的场面。这些被韦利科·布拉伊奇的《科扎拉之战》（1962年）全部引入到了南斯拉夫战争片当中。另一个分支——对于共产党体制要无趣得多——以现代主义电影为代表，从南斯拉夫黑潮的诗意的自然主义到试验性的意识流，各种各样的电影都有。
在分析法迪尔·哈季奇的突袭德尔瓦尔（1963年）时，克罗地亚电影评论家尤尼察·帕维契奇确认了他称之为“超游击队电影”的七个关键特点：
- 聚焦于决定性的、著名的、“教科书式的”游击队斗争案例，例如重要的战役与行动，随后这些被给予一个官方认可的解释。
- 缺乏游击队斗争中的可信的、传略丰富的人物——约西普·布罗兹·铁托除外。在帕维契奇看来，这么做的基本理由是为了避免威胁到对铁托的个人崇拜。
- 镶嵌结构。有时候好几十个角色都在这个结构之中，并且他们的命运跟随着整部影片。这些角色代表了不同的阶级或各行各业（知识分子、农民），或不同的种族。
- 喜剧元素与悲剧元素混合。
- 外国（非南斯拉夫）角色作为仲裁者而存在。他们的角色作用是，如游击队电影所描写的那样，见证南斯拉夫人民的殉难和他们的英雄气概，并发出象征性的消息（“情况就是这样，这个世界承认我们现在的样子”）。
- 对德国人特别对待：尽管他们被描绘为反面人物，并且以各种各样的方式被妖魔化，然而他们也被展示为实力上等、纪律优秀，并且被描述为高效的、老练的，甚至富有魅力的敌手。
- “天外救星”结局。在这样的结局中，游击队员们在看似无望的情形下爆发。

帕维契奇的分析受到了批评，理由是并不普遍适合游击队电影，并且对于上述的准则，也有一些显著的例外情况被提供了出来。

## 著名电影
- 《科扎拉之战（英语：Kozara (film)）》（1962年，韦利科·布拉伊奇（英语：Veljko Bulajić）导演）
- 《突袭德尔瓦尔》（1963年，法迪尔·哈季奇（英语：Fadil Hadžić）导演）
- 《民族英雄（英语：Nikoletina Bursać）》（1964年，布兰科·巴乌埃尔（英语：Branko Bauer）导演）
- 《三（英语：Three (1965 film)）》（1965年，亚历山大·彼得罗维奇（英语：Aleksandar Petrović (film director)）导演）
- 《雏鹰》（1966年，索娅·约万诺维奇（英语：Soja Jovanović）导演）
- 《夜袭机场》（1967年，哈伊鲁丁·克尔瓦瓦茨导演）
- 《贝尔格莱德行动》（1968年，日卡·米特罗维奇（英语：Žika Mitrović）导演）
- 《内雷特瓦河战役（英语：Battle of Neretva (film)）》（1969年，韦利科·布拉伊奇导演，获奥斯卡奖提名——主演尤利·布里涅尔）
- 《桥》（1969年，哈伊鲁丁·克尔瓦瓦茨导演）
- 《钟声为你而响（英语：When You Hear the Bells）》（1969年，安通·弗尔多利亚克（英语：Antun Vrdoljak）导演）
- 《山上的松树（英语：The Pine Tree in the Mountain）》（1971年，安通·弗尔多利亚克导演）
- 《瓦尔特保卫萨拉热窝》（1972年，哈伊鲁丁·克尔瓦瓦茨导演）
- 《苏捷什卡战役（英语：The Battle of Sutjeska (film)）》（1973年，斯蒂佩·德利茨（英语：Stipe Delić）导演，理查德·伯顿主演）
- 《炸弹》（1973年，普雷德拉格·戈卢博维奇（英语：Predrag Golubović）导演）
- 《67天（英语：The Republic of Užice）》（1974年，日卡·米特罗维奇导演）
- 《红色袭击》（1974年，普雷德拉格·戈卢博维奇导演）
- 《萨拉斯的早晨（英语：Salaš u Malom Ritu）》（1975年，布兰科·巴乌埃尔导演）
- 《绿山高地》（1976年，兹德拉夫科·韦利米罗维奇（英语：Zdravko Velimirović）导演）
- 《少女桥》（1976年，米奥米尔·斯塔门科维奇导演）
- 《南方铁路之战》（1978年，兹德拉夫科·韦利米罗维奇导演）
- 《博思科·布哈》（1978年，布兰科·巴乌埃尔导演）
- 《游击飞行中队》（1979年，哈伊鲁丁·克尔瓦瓦茨导演）
- 《7月13日》（1982年，拉多米尔·沙拉诺维奇导演）
- 《英雄（英语：Great Transport）》（1983年，韦利科·布拉伊奇导演）
- 《远征伊格曼》（1983年，兹德拉夫科·绍特拉（英语：Zdravko Šotra）导演）

## 著名电视连续剧
- 《黑名单上的人（英语：Otpisani）》
- 《卡比拉的篝火》
- 《钢盔下的猫》（Mačak pod šljemom）

### 引用
1. ↑  Pavičić, Jurica（尤尼察·帕维契奇（英语：Jurica Pavičić））. . Jutarnji list（晨报（英语：Jutarnji list））. November 11, 2009  [2010-05-23]. （原始内容存档于2016-03-03） （克罗地亚语）.
2. ↑  . filmski-programi.hr. Croatian Film Association（克罗地亚电影协会）.   [2010-08-25]. （原始内容存档于2016-03-03）.
3. 1 2  Šakić, Tomislav. . subversivefilmfestival.com. Subversive Film Festival. 2010  [2010-10-26]. （原始内容存档于2013-02-03） （克罗地亚语）.
4. ↑  Pavičić 2003，第13-14頁
5. ↑  Jovanović 2011，第51-54頁